# Divina (banda)
Divina fue una de las apuestas del pop chileno aparecidas en 2006, en este caso estrenada en su disco "Jugar con fuego", que fue publicado a fines del mismo año, y levantada tras la figura de la cantante Constanza Lüer, una de las integrantes de la segunda formación del trío Supernova.
Coni Lüer es además la cantante que interpreta "Dulce", la canción de una de las escenas más recordadas de la película Machuca (2004), de Andrés Wood, y no es la única integrante de Divina que procede de otras bandas. Por las filas del grupo también pasó como productor el baterista Sebastián Rojas, exintegrante de las bandas de metal y hardcore Dogma y Los Mox!, en tanto el bajista Ra Díaz proviene de Tiro de Gracia y el siguiente baterista, Leo Fonk, tocó en Damajuana. Tras formarse a fines de 2005, Divina debutó en vivo junto a su grupo hermano Betty Boy a mediados de 2006, y a fines de la misma temporada lanzaron su disco Jugar con fuego (2007), cuyo estreno oficial fue el 27 de mayo en la discoteca Blondie de la capital. Embarcado al día siguiente por un viaje promocional de un mes a Suecia, se reencontraron en ese país con Sebastián Rojas, radicado allí desde 2006, y a su regreso difundieron canciones como su primer single, "Qué puedo hacer" ("qué puedo hacer si ya no hay nada que perder / dame tu sangre y mata esta sed) o "Dime", video musical de alta aceptación que les valió musicalizar telenovelas Chilenas.